# Derrick Greenslade Childs
Derrick Greenslade Childs (* 14. Januar 1918; † 18. März 1987) war ein anglikanischer Bischof und Primas der Church in Wales.
Childs war Rektor des Trinity College in Carmarthen, als er 1972 zum Bischof von Monmouth ernannt wurde. Im Jahr 1983 wurde er zum Erzbischof von Wales gewählt und übte dieses Amt bis zu seinem Rücktritt im Sommer 1986 aus. Bereits ein Jahr später starb Childs infolge eines Autounfalls.